# Mykobakteriozy atypowe
Mykobakterioza (także mikobakterioza) – choroba wywołana przez prątki (łac. Mycobacterium), inne niż prątek gruźlicy, które są nazywane prątkami atypowymi lub niegruźliczymi (NTM non-tuberculous mycobacteria lub MOTT mycobacteria other than tuberculousis).
W Polsce stwierdza się około 200 przypadków rocznie.
Mykobakterie powszechnie występują w przyrodzie, a ich naturalnym rezerwuarem jest gleba i woda. Są saprofitami i występują w układzie oddechowym, przewodzie pokarmowym i układzie moczowym. W warunkach osłabionej odporności osobniczej, mogą się jednak stać źródłem zakażenia. Dochodzi to tego zwłaszcza w przypadkach:
- zakażenia HIV,
- przebytej gruźlicy,
- mukowiscydozy,
- POChP,
- alkoholizmu.

Mykobakterie dzieli się 4 grupy:
- prątki fotochromogenne,
- prątki skotochromogenne,
- prątki niechromogenne,
- prątki szybko rosnące.

Inny podział rozróżnia tylko 2 grupy:
- prątki wolno rosnące (do wytworzenia kolonii dochodzi w okresie 2 - 8 tygodni),
- prątki szybko rosnące (tworzące kolonie w 3 - 5 dni).

W patologii ludzkiej największe znaczenie ma zakażenie Mycobacterium avium complex. Innymi czynnikami zakaźnymi dla człowieka są:
- Mycobacterium fortuitum complex,
- Mycobacterium kansasii,
- Mycobacterium scrofulaceum,
- Mycobacterium gordonae,
- Mycobacterium xenopi,
- Mycobacterium marinum,
- Mycobacterium genavense,
- Mycobacterium celatum,
- Mycobacterium malmoense.

## Objawy
Prątki niegruźlicze powodują zachorowanie o przebiegu podobnym do gruźlicy. Najczęściej jest to przewlekły kaszel, gorączka lub stan podgorączkowy, osłabienie, poty. Mykobakteriozy nie przenoszą się z człowieka na człowieka, choć opisano pojedyncze przypadki możliwej transmisji Mycobacterium abscessus subspecies massiliense u chorych na mukowiscydozę i najprawdopodobniej ze zwierząt na człowieka.

## Rozpoznanie
Rozpoznanie mykobakteriozy opiera się na zgodności objawów klinicznych i potwierdzenia mikrobiologicznego.
Kryteria kliniczne (konieczne spełnienie wszystkich warunków):
- objawy choroby płuc, guzki lub jamy na zdjęciu przeglądowym klatki piersiowej lub wieloogniskowe rozstrzenia oskrzeli z licznymi drobnymi guzkami
- wykluczenie innej przyczyny prezentowanych objawów

Kryteria mikrobiologiczne:
- dodatni wynik posiewu przynajmniej 2 próbek plwociny lub
- dodatni wynik posiewu przynajmniej 1 materiału z popłuczyn oskrzelowych lub płynu z BAL lub
- zgodny obraz histopatologiczny materiału z biopsji płuca (zapalenie ziarniniakowe lub stwierdzenie prątków kwasoopornych (AFB)) i dodatni wynik posiewu materiału z biopsji lub zgodny obraz histopatologiczny materiału z biopsji płuca (zapalenie ziarniniakowe lub stwierdzenie prątków kwasoopornych (AFB)) i dodatni wynik posiewu przynajmniej 1 próbki plwociny lub 1 materiału z popłuczyn oskrzelowych

## Leczenie
W leczeniu stosuje się leki przeciwprątkowe (przeciwgruźlicze). czas leczenia wynosi co najmniej 12 miesięcy od uzyskania ujemnego posiewu, choć w niektórych przypadkach konieczne jest 2 letni okres leczenia.

### Mycobacterium avium complex
W przypadkach zakażenia Mycobacterium avium complex (MAC) stosuje się następujące schematy:
- postać nieciężka (np. ujemny preparat bezpośredni w kierunku obecności prątków, bez obecności jam lub nasilonych zmian zapalnych w badaniu radiologicznym klatki piersiowej, łagodne/umiarkowane objawy, bez objawów ogólnoustrojowych choroby):
  - ryfampicyna 600 mg 3 razy w tygodniu
  - etambutol 25 mg/kg 3 razy w tygodniu
  - azytromycyna 500 mg 3 razy w tygodniu lub klarytromycyna 1 g w dwóch dawkach podzielonych 3 razy w tygodniu

- postać ciężka (np. dodatni preparat bezpośredni w kierunku obecności prątków, obecność jam lub nasilonych zmian zapalnych w badaniu radiologicznym klatki piersiowej, nasilone objawy chorobowe):
  - ryfampicyna 600 mg codziennie
  - etambutol 15 mg/kg codziennie
  - azytromycyna 250 mg codziennie lub klarytromycyna 1 g w dwóch dawkach podzielonych codziennie
  - można rozważyć zastosowanie dożylnej amikacyny do 3 miesięcy lub amikacyny w nebulizacji (można rozważyć zastosowanie leku w nebulizacji przy konieczności długoterminowego stosowania amikacyny lub przeciwwskazań do stosowania dożylnego czy brak możliwości technicznych takiego leczenia)

- MAC oporny na klarytromycynę:
  - ryfampicyna 600 mg codziennie
  - etambutol 15 mg/kg codziennie
  - izoniazyd 600 mg codziennie (z pirydoksyną 10 mg) lub moksyfloksacyna 400 mg codziennie
  - można rozważyć zastosowanie dożylnej amikacyny do 3 miesięcy lub amikacyny w nebulizacji

### Mycobacterium kansasii
W przypadkach zakażenia Mycobacterium kansasii stosuje się następujące schematy:
- Mycobacterium kansasii wrażliwy na rifampicynę:
  - ryfampicyna 600 mg codziennie
  - etambutol 15 mg/kg codziennie
  - izoniazyd 300 mg codziennie (z pirydoksyną 10 mg) lub azytromycyna 250 mg codziennie lub klarytromycyna 1 g w dwóch dawkach podzielonych codziennie

- Mycobacterium kansasii oporny na rifampicynę:
  - schemat zawierający 3 leki potencjalnie skuteczne wobec patogenu, nie należy kierować się wynikami lekowrażliwości

### Mycobacterium malmoense
W przypadkach zakażenia Mycobacterium malmoense stosuje się następujące schematy:
- postać nieciężka (np. ujemny preparat bezpośredni w kierunku obecności prątków, bez obecności jam lub nasilonych zmian zapalnych w badaniu radiologicznym klatki piersiowej, łagodne/umiarkowane objawy, bez objawów ogólnoustrojowych choroby):
  - ryfampicyna 600 mg codziennie
  - etambutol 15 mg/kg codziennie
  - azytromycyna 250 mg codziennie lub klarytromycyna 1 g w dwóch dawkach podzielonych codziennie

- postać ciężka (np. dodatni preparat bezpośredni w kierunku obecności prątków, obecność jam lub nasilonych zmian zapalnych w badaniu radiologicznym klatki piersiowej, nasilone objawy chorobowe):
  - ryfampicyna 600 mg codziennie
  - etambutol 15 mg/kg codziennie
  - azytromycyna 250 mg codziennie lub klarytromycyna 1 g w dwóch dawkach podzielonych codziennie
  - można rozważyć zastosowanie dożylnej amikacyny do 3 miesięcy lub amikacyny w nebulizacji

### AIDS
W przypadkach AIDS obecnie zalecane są następujące schematy:
- klarytromycyna 500 mg 2 razy dziennie + EMB 1200 mg raz dziennie + ryfabutyna 300 mg raz dziennie,
- azytromycyna 600 mg raz dziennie + EMB 1200 mg raz dziennie + ryfabutyna 300 mg raz dziennie.